# 卡永
卡永（英語：Cayon）是加勒比海島國聖基茨和尼維斯聖基茨島聖瑪麗卡永區的一個城鎮，也是該區的首府和最大城鎮，位於該島東北海岸，2010年估計人口約2,500人。
卡永是温莎大学医学院的校园所在地。